# Teoria zbiorów przybliżonych
Teoria zbiorów przybliżonych – zaproponowany w 1982 r. przez prof. Zdzisława Pawlaka formalizm matematyczny, stanowiący rozwinięcie klasycznej teorii zbiorów. Zbiór przybliżony (ang. rough set) to obiekt matematyczny zbudowany w oparciu o logikę trójwartościową. W swym pierwotnym ujęciu zbiór przybliżony to para klasycznych zbiorów: przybliżenie dolne i przybliżenie górne. Istnieje również odmiana zbioru przybliżonego, definiowana przez parę przybliżeń będących zbiorami rozmytymi (ang. fuzzy set). Dany element może należeć do obydwu przybliżeń, do żadnego lub tylko do przybliżenia górnego. Ten ostatni przypadek jest o tyle ciekawy, że pozwala na modelowanie niepewności.